# 列車自動停車系統
列車自動停車系統（英語：Automatic Train Stop），為列車自動運行系統中，最基本及最常見的行車保安裝置，並一般定義為「強制把行驶中的列車停止的裝置」，以保障列車可於点亮红灯的铁路信号机前停下。它廣為各類鐵路使用，跟自動列車警報裝置（AWS）雷同。
在中国大陆的自动停车装置以ZTL型自动停车装置（类似AWS）和ZTS型自动停车装置（类似ATS）为主，名稱不同，原理类似。

## 原理和結構
ATS系統通常分為兩種類型：與號誌機燈號相連動的用於防止碰撞的ATS，以及與號誌機獨立的用於控制超速的ATS。此外，根據操作方式，ATS系統也可以分為以下兩種類型：
- 在接近停車信號時發出警報，並且如果駕駛員沒有按照警報器警鈴聲要求來採取必要的操作（通常是按下ATS確認鈕），將會觸發列車軔機而煞停（國鐵B型和S型）[注 1]。
- 只有當駕駛員執行異常操作（無論是身體不適、錯誤操作或是故意操作等原因）時，才會介入並觸發列車的制動裝置（即軔機）；而在駕駛員遵循號誌的正常操作時，不會對其進行干預。

ATS裝置存在多種不同的結構，即使在同一條鐵路線上，也可能同時由不同用途的裝置進行功能分擔。以下是對ATS裝置結構和分類的概述。

### 控制方式

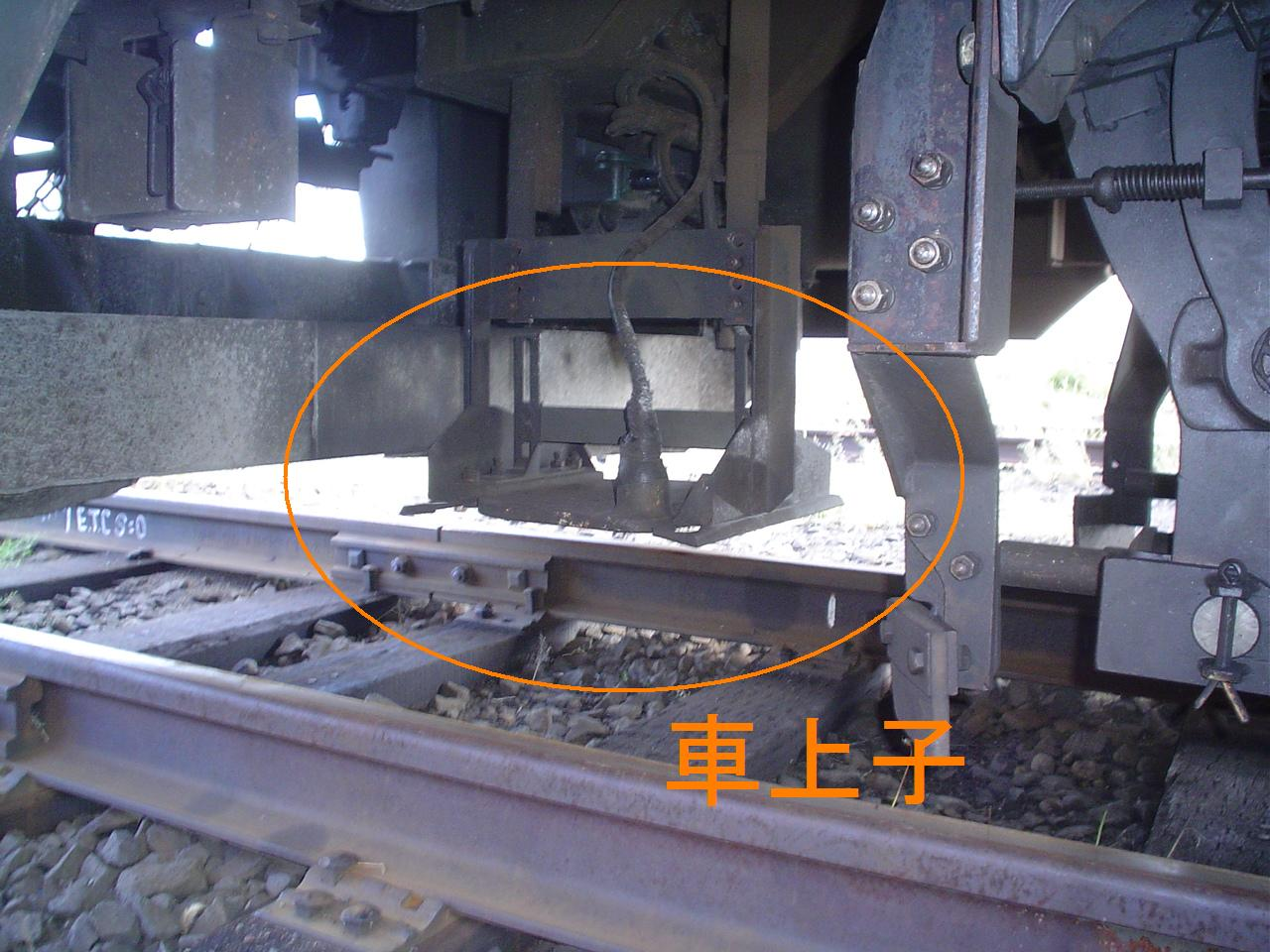
車上子（攝於車輛中央部分）

傳送列車控制信息的方式有兩種：連續控制和點控制。前者將控制信息連續地傳送到列車上，後者則在如地面標記之類的一點處傳輸訊號。這種區別與訊號傳輸有關，不同於基於接收到的訊號進行速度驗證的方法。對於“點控制”，有兩種速度驗證方法：即時驗證和連續驗證。前者通過地面子系統立即驗證所接收的訊號，而後者將來自地面子系統的訊號存儲並連續驗證。
自動列車停車系統由地面設備和車載設備組成，用於傳遞控制訊號。地面設備是一種裝置，可將信號指示和限速等訊號從地面發送到列車。車載設備是安裝在車上的設備，可接收地面設備發送的訊號，並根據條件自動啟動軔機。當列車速度超過一定值時，自動操作軔機的功能稱為速度驗證。
根據地面設備和車載設備之間的差異，自動列車停車系統可分為以下類型：
打子式
與號誌機配合，利用連接鐵路軌道的動作子（Trip Arm）機械地操作列車軔機。（點控制）
地上子式
使用放置在軌道上的“地上子”以電子方式向列車傳送訊號。（點控制）
軌道回路式
使用流經鐵軌的信號電流以電子方式向列車發送信息的方法。 （連續控制）
實際上，即使使用相同的控制方法，不同的企業也可能在地面子系統、訊號頻率或壓縮電文（代碼）以及地上子系統的安裝位置等方面存在差異，因此細分下來還有更多區別。只有當地面和車上的信號頻率等方式相匹配時，ATS才能成為一個系統有效工作。利用ATS的“從地面讓列車軔機啟動”機制，也衍生出了一些設備，如鐵路隧道口保護裝置、曲線速度限制裝置和道岔速度限制裝置。

### 軌道迴路式

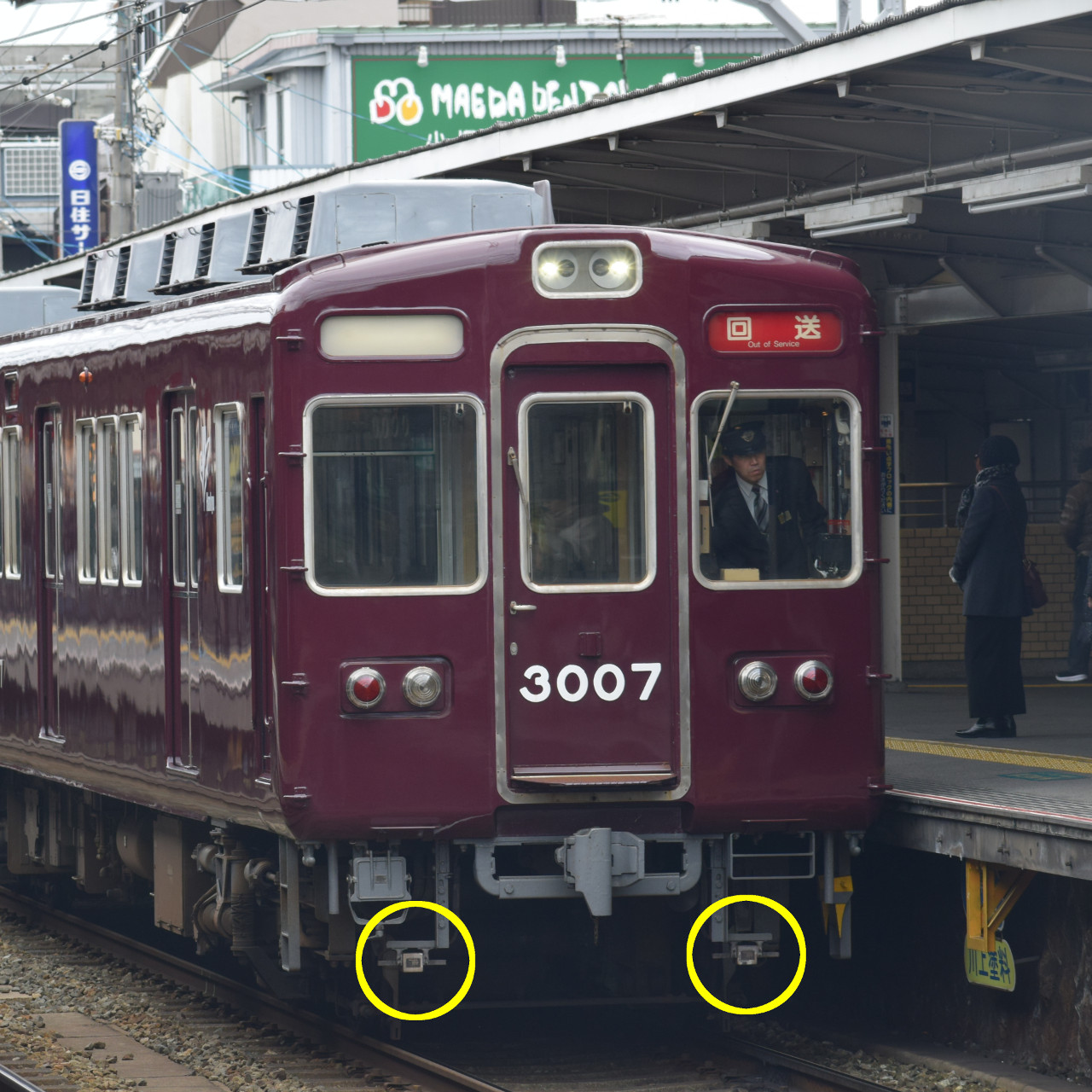
軌道電路式ATS系統中使用的受電器（用圓圈圈出的部分）

軌道電路系統採用軌道電路發出停止訊號。兩側的兩根鋼軌被當作傳輸線利用，從阻塞物末端發送到入口處的信號電流被車軸短路，因此訊號電流不再到達阻塞物的入口處，而是到達安裝在車軸前的接收器，同時接收器接收信號電流。 該系統通過在接收器上接收信號電流，將訊號從地面傳輸到車輛上。接收器安裝在車輛上車軸的前面。接收器也可用於 ATC（自動列車控制）本種類可以達成連續控制，且有助於追蹤訊號電流的變化。
ATS使用的軌道迴路訊號電流類型分為商用頻率軌道迴路、分頻軌道迴路和AF軌道迴路。地面向車輛發送訊號的方式如下：
- 在地面上，斷開信號電流一定時間，車上的設備檢測到訊號中斷，並通過訊號中斷的時間來判讀訊號內容（例如ATS-B、1號型ATS等）。
- 使用AF軌道迴路發送對應於每個信號燈顯示的特定頻率的訊號電流，並由車上設備接收它（例如西武ATS等）[1]。
- 使用AF軌道迴路，與號誌機燈號顯示同步發送一定頻率的載波信號，並將其調製，再由車上設備接收它（例如阪急ATS、ATC等）。
- 使用AF軌道迴路傳輸數位訊號，並由車上設備接收之（例如C-ATS等）。

## 日本国铁和JR所用的ATS

### ATS-S型（地上發射器型）

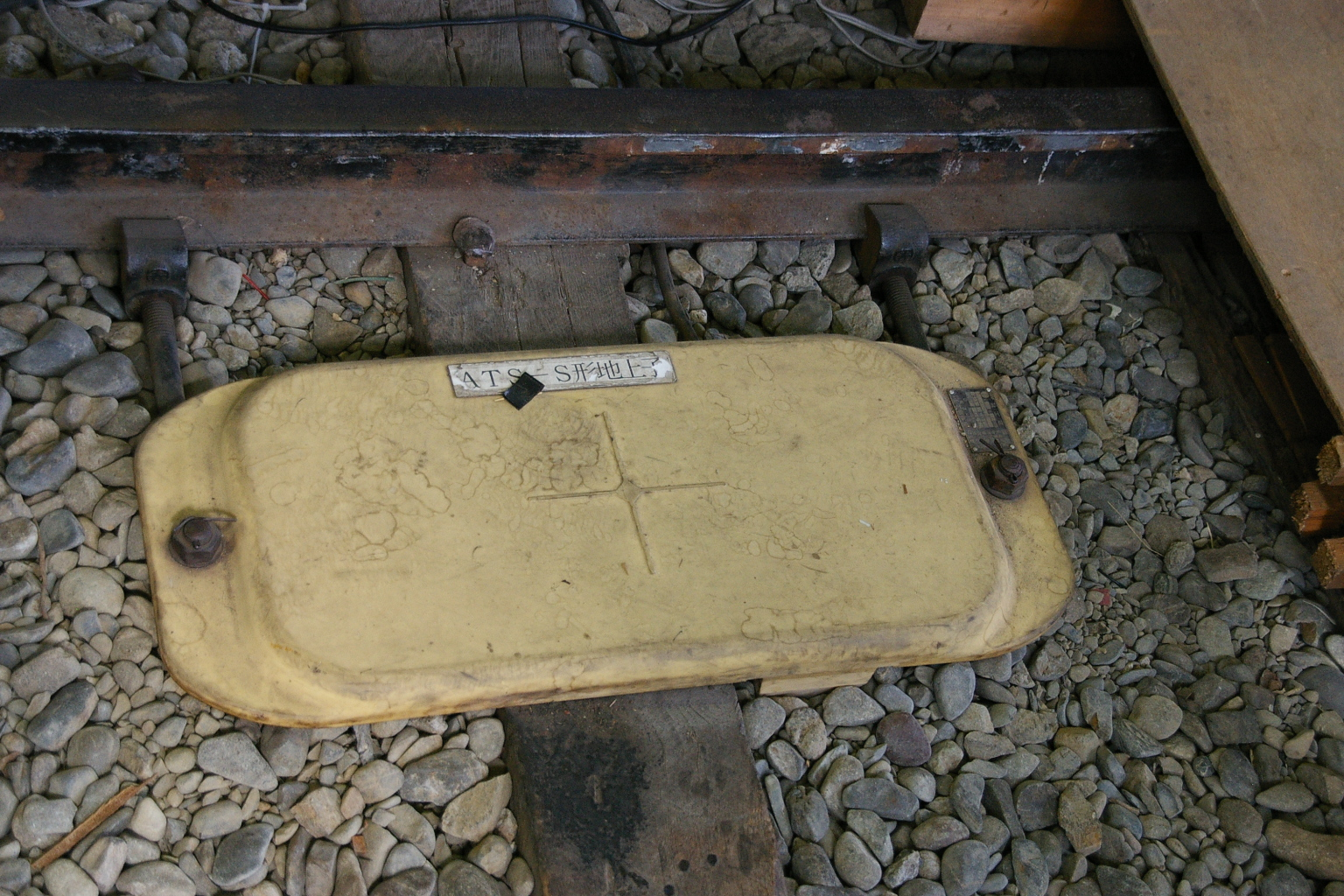
ATS-S地上子

現時最基本的ATS為ATS-S型，此形式在每個信號燈前若干距離，均會設一個可變頻的信號發射器。發射器一般會發出105/103kHz的信號，示意前方為可前進的信號。當前方信號燈為紅燈（險阻）時，發射器就會自動發射 130kHz 的信號，列車通過時，信號會傳送至「車內警報裝置」，並觸動警報器通知駕駛員確認，若駕駛員未能在五秒內確認，裝置會自動施行緊急制動將列車停止。
除保障列車避免冒進紅燈（險阻）信號外，ATS-S亦設有計時式速度檢查裝置。在道岔前若干距離，設有一組兩個的地上信號收發器，當列車通過第一個地上收發器時，地上收發器會接收到車上收發器不斷發出的105kHz信號，並啟動計時器。第二個地上收發器會在預設時間值內，發出130kHz的警報信號。若列車在預設時間值內通過第二收發器（表示車速過高），信號亦會觸動車內警報裝置。
ATS-S型的問題是：如果列車司機確認後但無視警報，列車不會獲得進一步保障（自動停車），危險性可能存在。

### ATS-S改良形 （ATS-Sx形）
在只有警報機能的S形上，在全JR線加入即時停止機能，另外JR東海及以西各社與JR貨物也加入時間式速度照査機能。
即時停止機能的話，即時按下確認按鈕解除警報，在通過顯示停止的绝对信号机並設的即時停止地上子（衝燈或誤出發）的瞬間，便會施行緊急制動。車上時間式速度照査機能則是透過比較二個地上子對的通過時間與車上計時器而檢查速度，速度超過時便會施行緊急制動。
ATS-S改良形於JR各社的稱呼及受信機各有差異。北海道旅客鐵道（JR北海道）與東日本旅客鐵道（JR東日本）稱作SN，東海旅客鐵道（JR東海）為ST，西日本旅客鐵道（JR西日本）是SW (SW2) （車體標記為S），四国旅客鐵道（JR四国）是SS（SS II）（部分車體標記為SS），九州旅客鐵道（JR九州）為SK （車體標記是SK），日本貨物鐵道（JR貨物）稱作SF。SN形只設即時停止機能，SN以外系統則設有即時停止機能及追加車上時間式速度照査機能（車上子在0.5秒以内通過2個地上子間便會施行緊急制動）。而ST形亦設列車番号送出機能。另外為了簡化車上裝置的設計，SW形比ST形省去了列車番号送出機能，SK形與SS形也是一樣。SF形當初為SN型機能，但其後加入車上時速照查設備以對應ST。此外，遠方地上子與即時停止地上子發出的信號為130 kHz與123 kHz且兩者通用、車上子持續發出的信號除SN型為105 kHz其餘為103 kHz。
車體標示方面，JR北海道為SN（S和N是大文字，被四角形包圍），JR東日本為SN，JR東海為ST（東海管内如不切換到ATS-P則只有絕對停止功能），JR西日本為S，JR四国為SS或S，JR九州為SK，JR貨物為SF。

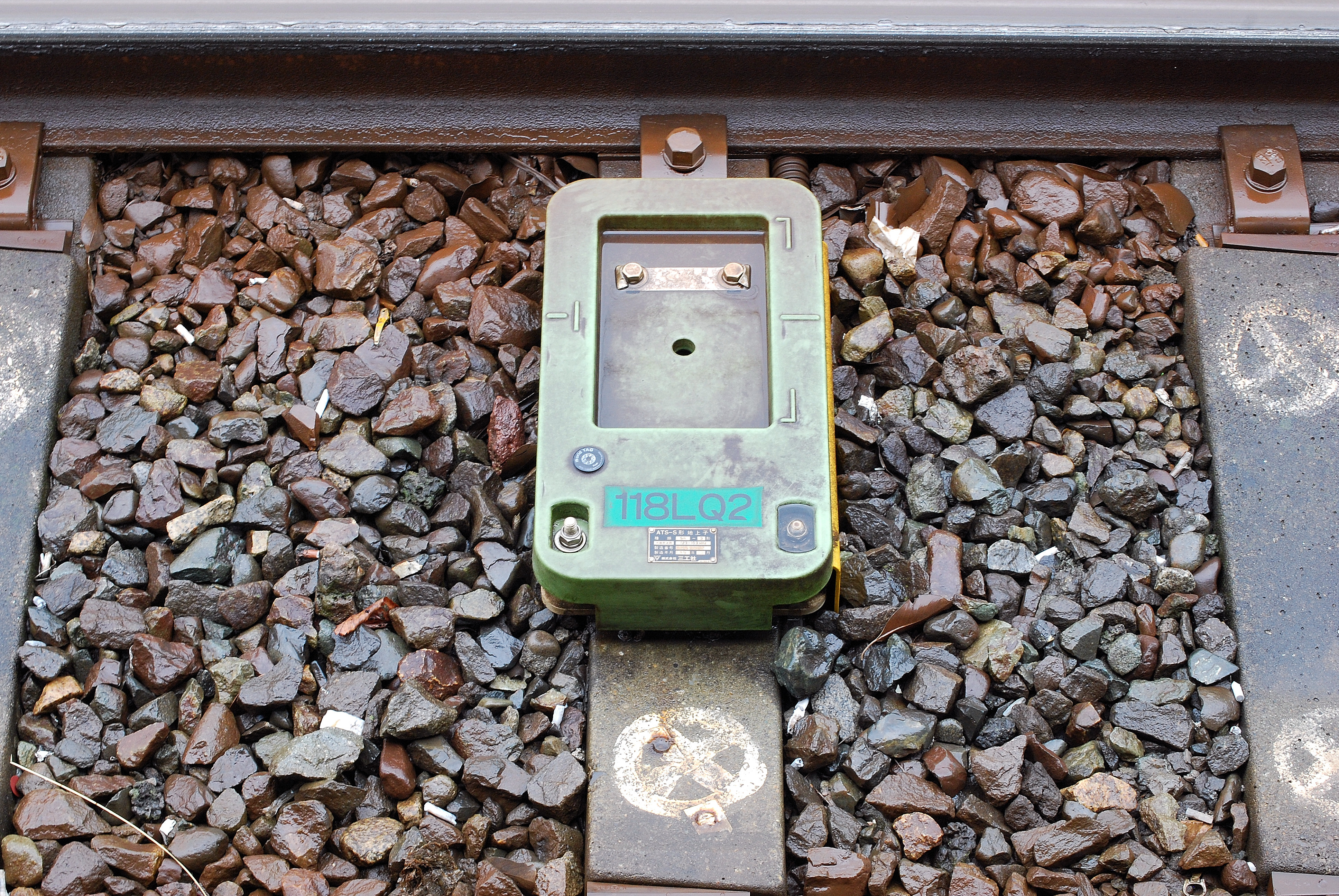
絕對信号機旁邊的ATS-SN形即時停止地上子
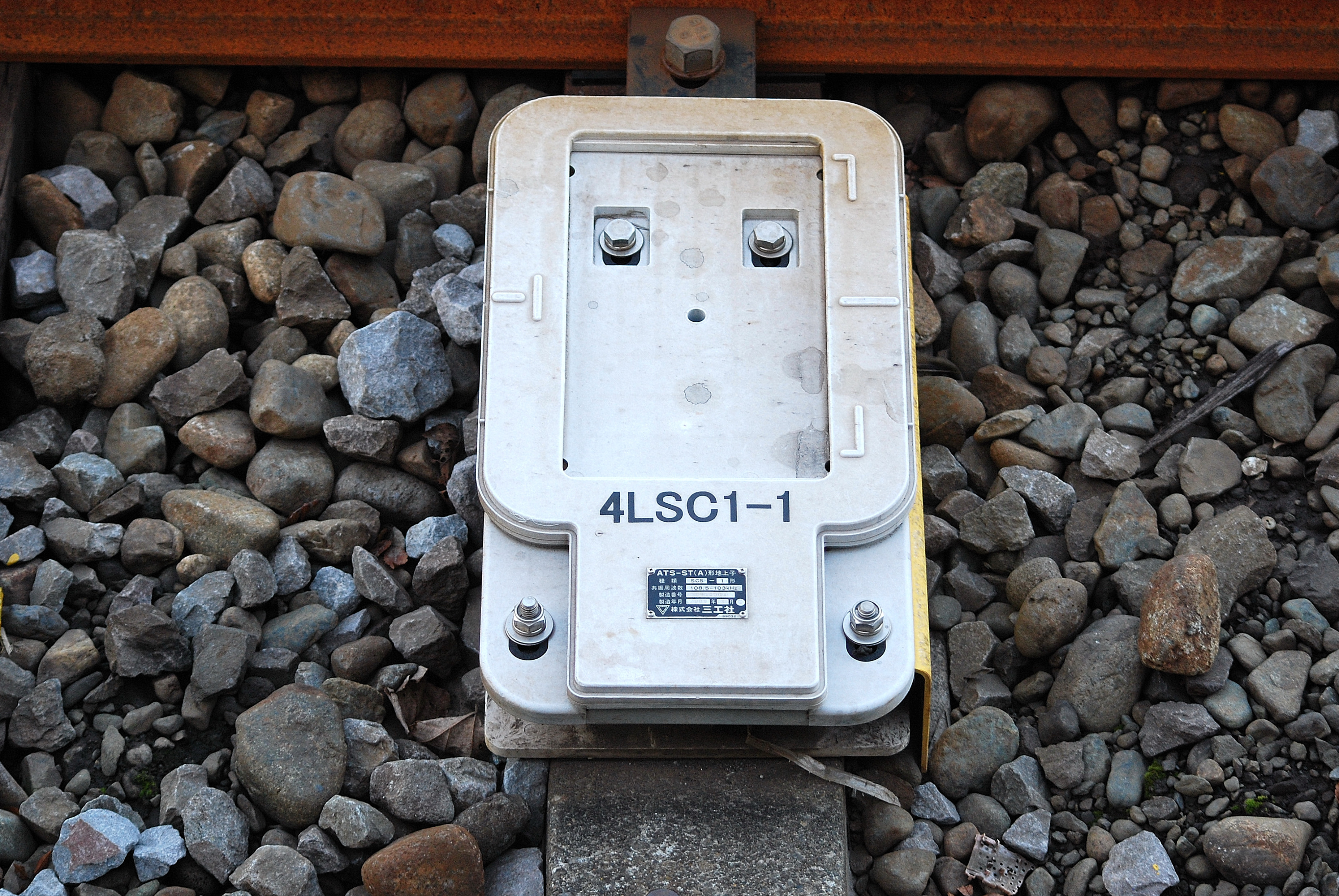
ATS-ST形地上子
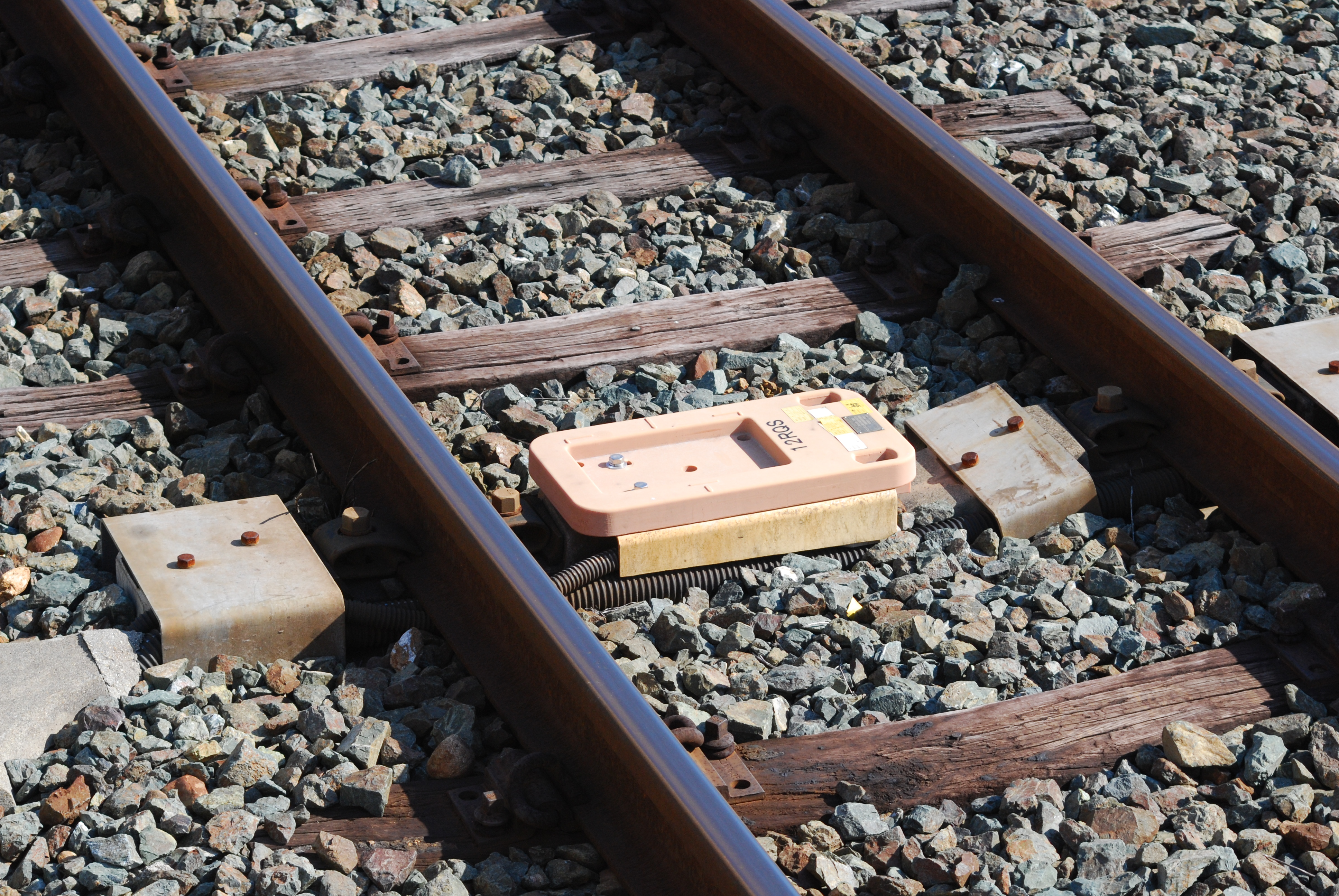
絕對信号機旁邊的ATS-ST形即時停止地上子
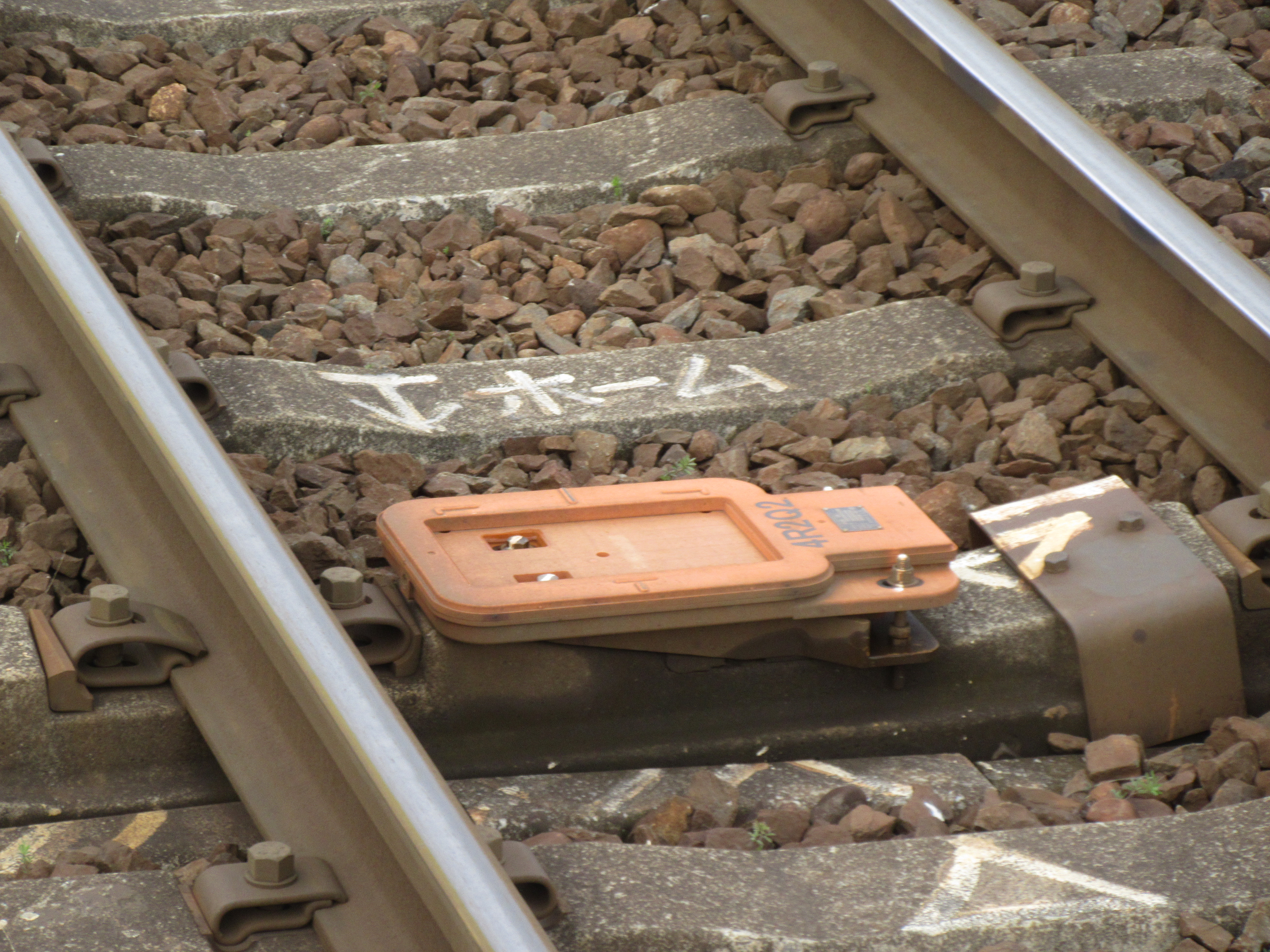
ATS-SW形地上子

|                    |                    | ATS-S | ATS-Sx            | ATS-Sx | ATS-Sx |
| Sn                 | St                 | ATS-S | SW/SS/SK/SF（新） |        |        |
| ------------------ | ------------------ | ----- | ----------------- | ------ | ------ |
| 车上子（传输频率） | 恒定传输频率       | 105   | 105               | 103    | 103    |
| 车上子（传输频率） | 列車番号送出       | -     | -                 | 360    | -      |
| 地上子（谐振频率） | 停止信号           | 130   | 129.3             | 129.3  | 129.3  |
| 地上子（谐振频率） | 即時停止           | -     | 123               | 123    | 123    |
| 地上子（谐振频率） | 車上时间式速度照査 | -     | -                 | 108.5  | 108.5  |
| 地上子（谐振频率） | 通行信号           | 103   | 103               | 103    | 103    |

### ATS-P型（數碼傳送制動曲線型）

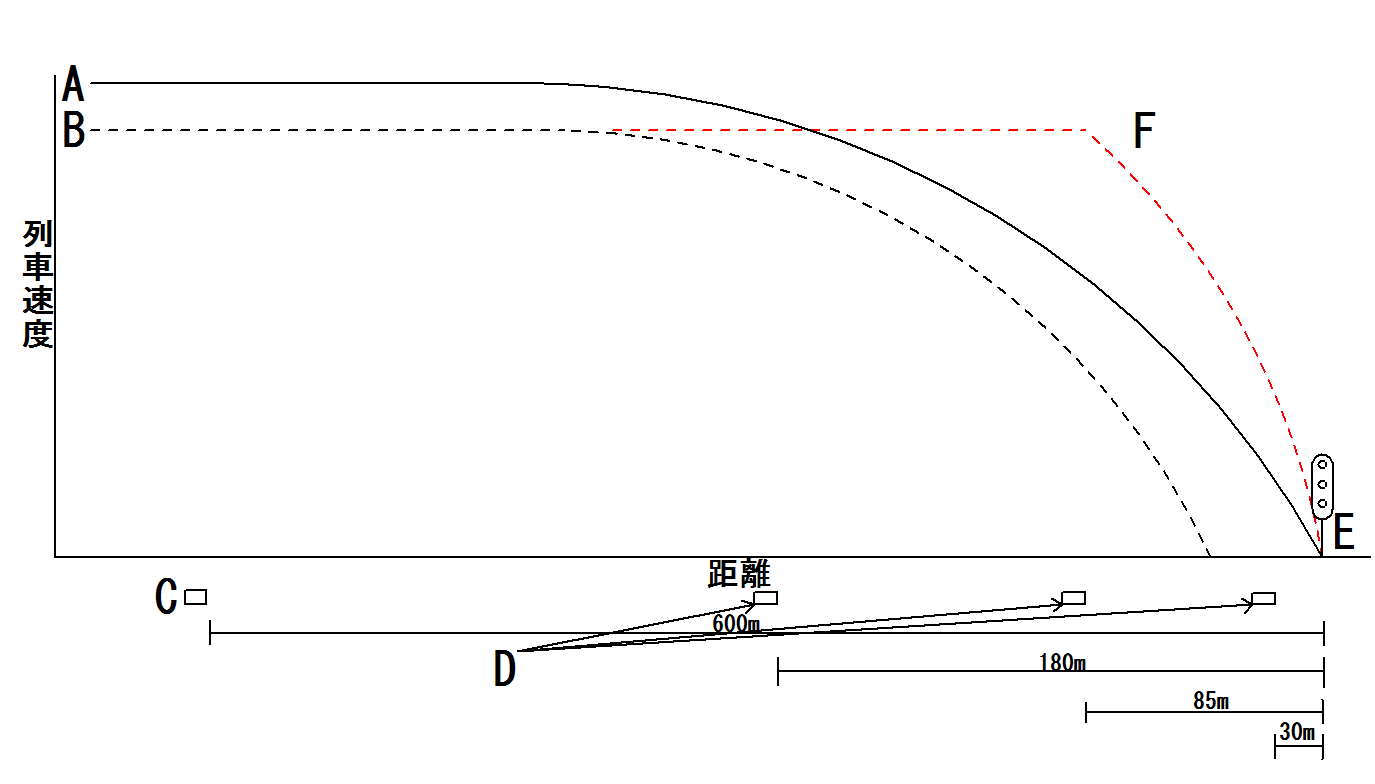
ATS-P照査原理示意圖。A為照査最高速度，B為正常行駛速度，C開始照査地上子，D是更新用地上子，E是信号機。紅色虛線駕駛失誤，ATS系統介入剎車的情況。

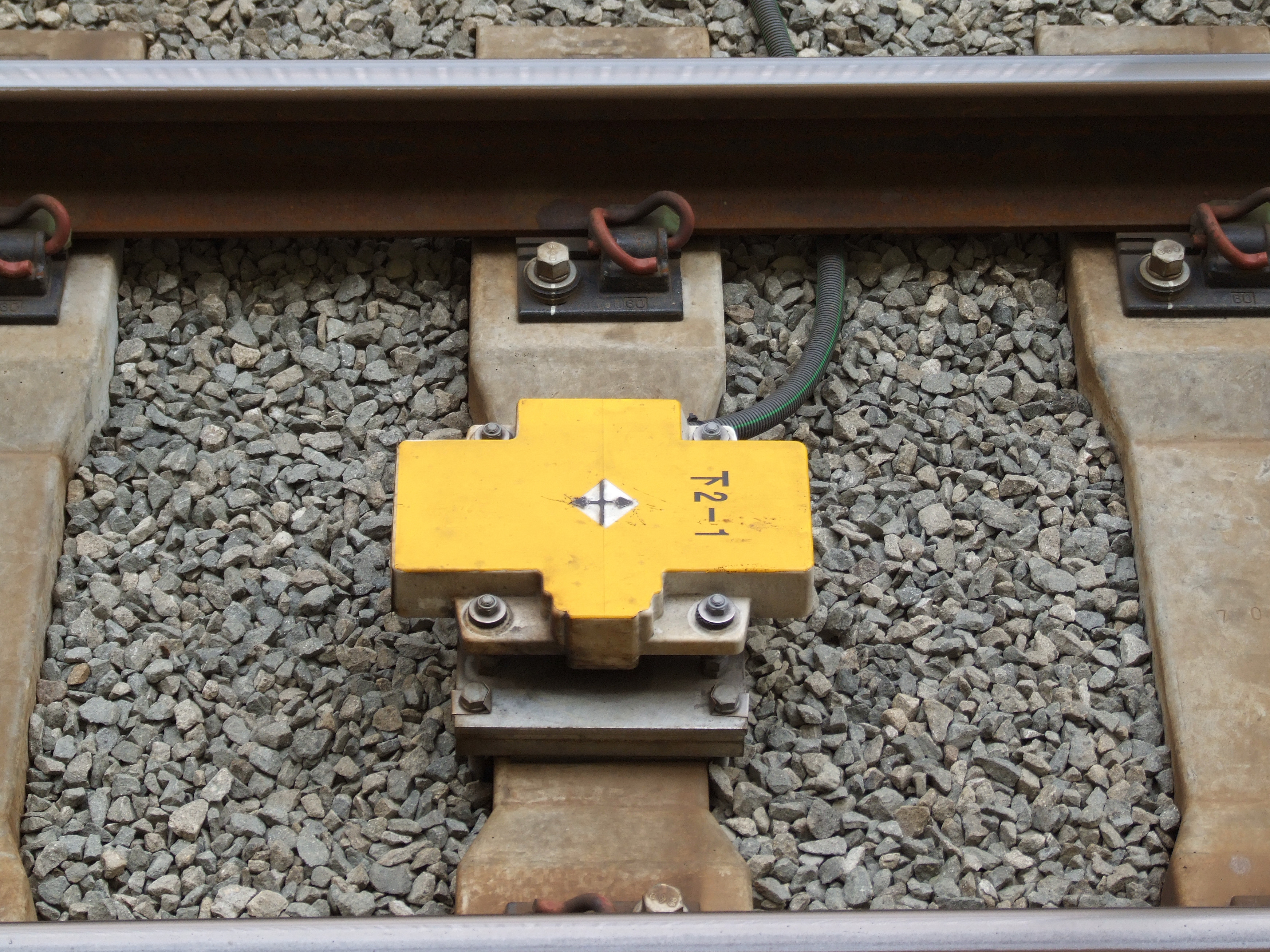
ATS-P形有電源地上子（內藏中繼器雙向形）

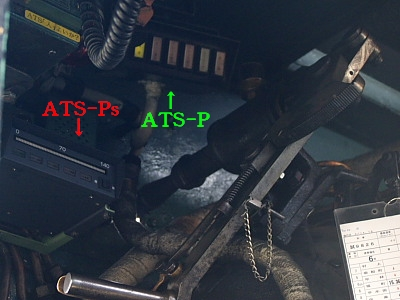
蒸気機車D51形ATS-P形・Ps形車上表示器（2007年3月15日）

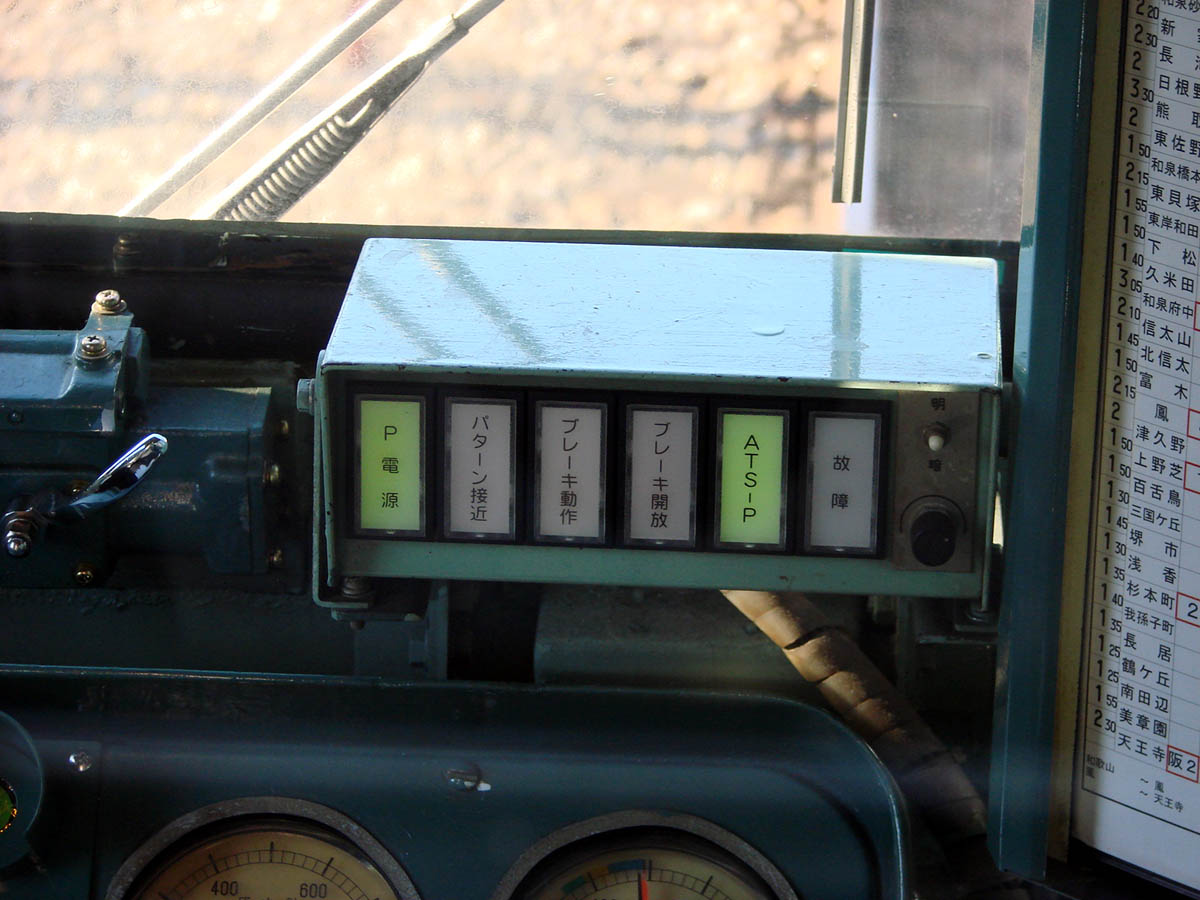
ATS-P形車上表示器（JR西日本形・103系）

ATS-P是一种自动列车停车装置。它基于停车限界点等基准点，通过车上计算根据列车位置、减速性能和坡度来计算实时的行车限界速度，然后通过速度照査最终实现列车的減速和停车。由于该车上计算方式表现优异，因此在后续的数字式ATC（D-ATC）等保安装置中得到了广泛应用。ATS-P的开发旨在解决ATS-S缺点之一：按下确认按钮后无法继续控制停止的问题。

#### 系统总览
地上装置通过地上子以数字信号的形式传输停车信号、速度限制位置、距离、坡度等信息到列车上，列车通过这些数据基于自身的制动性能和行驶距离实时制作出一系列上限速度即模式（表示自制动开始到停止/减速期间速度变化的曲线），并使用这些上限速度值来进行实时速度照査。运行常时的模式最高速度设置为车辆的最高运行速度+10公里/小时，即使在没有生成红灯停车模式曲线的情况下，车辆最高速度照査也会持续进行。
地上装置在JR东日本、相模铁道（相铁）中通常被称为I型，在JR西日本中也被称为1型。西日本的装置不仅能接收ATS-P形信号，还能进行停通判断，并且能通过收到地面设备传来的信息对种类进行分类以进行踏切和信号机的定时控制和显示。地上装置已经改为了双向信息传输的应答器。
在本文中，为了方便起见，我们将I型称为JR东日本和相模铁道（相铁）方式，将1型称为JR西日本方式。
对于基准位置上的停车信号，列车计算出刻秒实时的制限速度值（模式），并与之进行比较，以便能逐渐减速，并能在安全范围之内工作而不至于冒进信号机。这种方式几乎不需要安全冗余，是一种非常优秀的方式。ATS-P可以设置停止信号的限制和四种速度限制，列车在这些限制中选择最低值进行速度照查。ATS-P与ATS-S和ATS-B不同，不需要在警铃声后进行确认操作。不同于ATS-S的点照査方式，这种速度照査方法几乎不需要任何额外的安全保护。只要列车的制动性能正常，就可以避免发生停止信号冒进事故。因此ATS-P是一种非常安全的方式，可以缩小行车间隔。
地面系统由编码处理器（EC）、中继器（RP）和ATS-P型供电地上子组成。编码处理器和中继器由带有两个电源和信息电路的复合电缆连接，中继器和地面装置由连接电缆连接。编码处理器根据信号机的呈文从内置的电报ROM中提取控制电报并通过电缆发送，中继器积累由电缆发送的与它接收的地上子的控制电报相匹配的控制电报，之后通过地上子将控制电报发送至车辆。
控制系统的实现方式是，在距离信号机600米的地方（也称为外方）设置了模式发生的地上子。当信号机现示停止时，列车以前方信号机的注意信号限速接近该地面设备。地面设备会向车上发送一些信息，车上接收到这些信息后，会生成并储存从该车辆到达该信号机的模式曲线图。之后，如果列车以该图中的限速以下的速度减速并停止，则无事发生。如果列车速度接近限速，警报器将发出警报声，并且ATS-P车载显示器将在驾驶室中显示“模式接近“警告（=パターン接近）。如果列车的速度超过了限速，则直通制动系统车辆将使用常用最大制动将列车停止（常用制动的解除时间较短，因此响应速度较快，而有些车辆在使用紧急制动之后可能不能立即恢复），自动制动系统车辆将使用紧急制动进行停车。此后进行ATS复归，制动系统将解除制动。此外，如果信号机现示从停止R变化到注意Y或进行G，或进行其他类型的信号升级，为了传递更新信息，在信号机和模式发生设备之间会设置更新用地面设备，用于向车上发送更新信息。区间闭塞·出站信号机中有3个，场内信号机中有6个。当出现曲线或道岔速度限制时，系统会从模式发生地面设备发送信息，车上将创建并存储以限速曲线或道岔为起点和限速区间为终点的模式速度照查曲线，并通过该模式减速并在限速区间内实施速度照查。
ATS-P具有优越性的原因是，采用了车上计算的模式匹配方式，因此不会发生冒进，在每列车的制动性能方面可以因车而异生成最佳的检查模式，从而实现安全且高密度的运营，可以增加运输能力。这不是由于使用了利用地上子的数字方式，而是将模式曲线匹配引入到ATS-Sx上。尽管ATS-Ps不是数字方式，但它也以同样的方式具有优越性。然而在不能保证假定制动性能的环境下，例如降雪天气，由于不存在安全冗余，可能无法及时停止或减速到适当的位置，存在安全隐患。实际上，JR西日本的“遥号”特快列车曾在琵琶湖线上发生280米的冒进事故，当时正值下雪天气。

#### ATS-PN（無電源地上子方式ATS-P）地上裝置

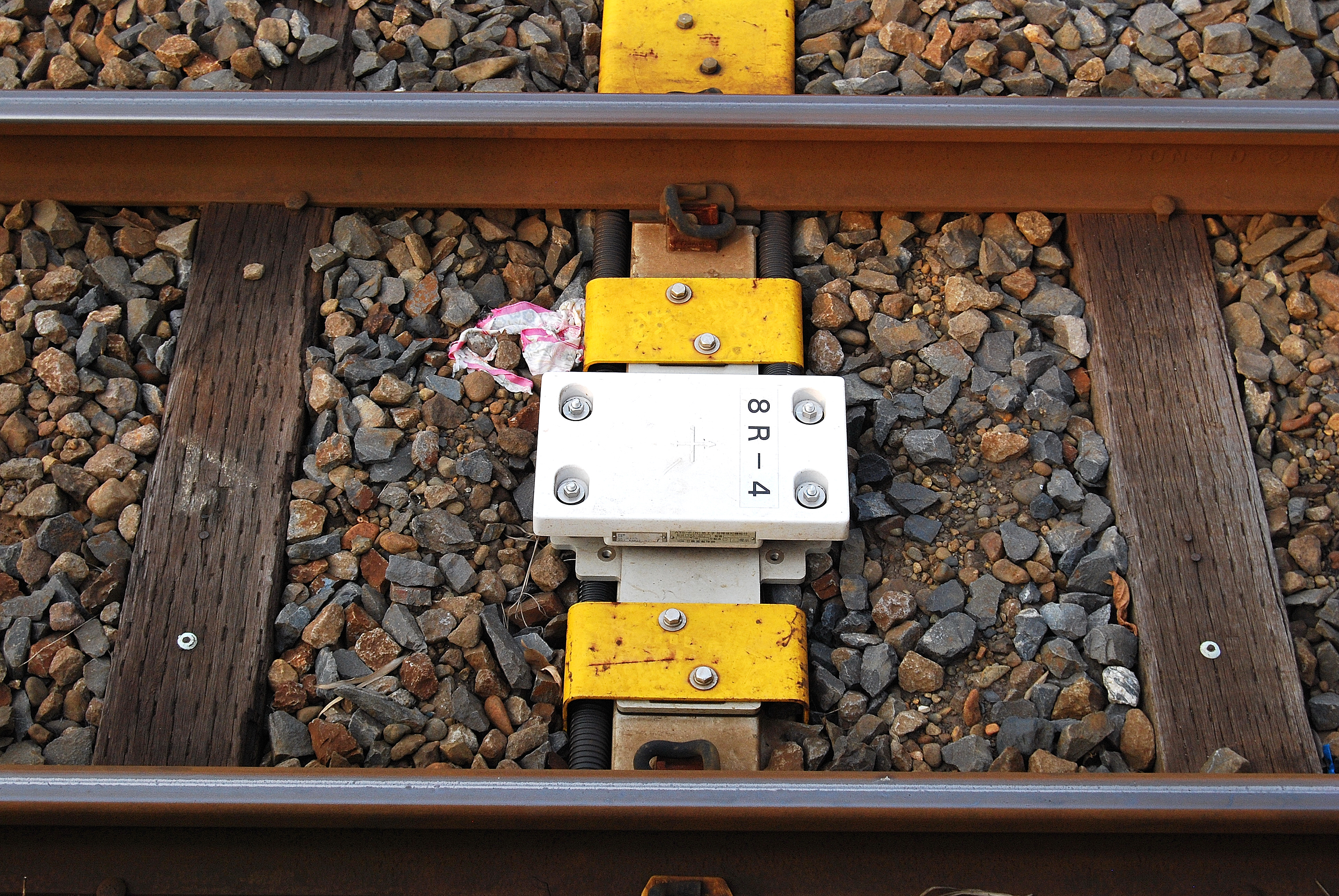
ATS-P(N)（無電源地上子方式ATS-P形）地上子

这种ATS-P地面装置是针对列车密度相对较低的线路区段引入的，省略了车载到地面的信息传递功能。它根据信号机的显示条件，通过无电源地上子的电文切换继电器切换，从内置的电文ROM中选择相应的控制电文发送到车载设备，并且发送所需的特定频率由车上子设备提供。
最初，无电源地上子最多支持3种信号现示对应，但现在已扩展到最多支持5种（单线区间的方向），具有多个"电文"=代码。并且与Sx地面子一样，只需通过信号现示即可进行控制，因此可以非常廉价地安装。从2001年初到2010年，它们已在首都圈周边约600公里的线路区段中引入，这些区段不需要现示提升功能。
該裝置被省略的機能有：編碼器（EC）間通訊，車上列車代號接收、光電傳輸、平交道柵欄放下定時等。需要注意的是，车载设备是通用的。

##### 設置区間
- 川越線
- 武蔵野線
- 日光線
- 烏山線
- 中央本線 : 高尾站 - 鹽尻站間（中央東線）
- 成田線
- 外房線
- 内房線
- 東金線
- 久留里線
- 八高線
- 五日市線
- 相模線
- 鶴見線
- 兩毛線
- 上越線 : 高崎站 - 水上站間
- 信越本線 : 高崎站 - 横川站間、篠ノ井站 - 長野站間
- 篠之井線（姨捨站至桑之原信号場構内除外）
- 大糸線 : 松本站 - 北松本站間
- 鹿島線
- 伊東線
- 伊豆急行線 : 伊東站 - （片瀨白田站 - 伊豆稻取站間）黒根隧道前

#### ATS-PT形 （JR東海ATS-P）

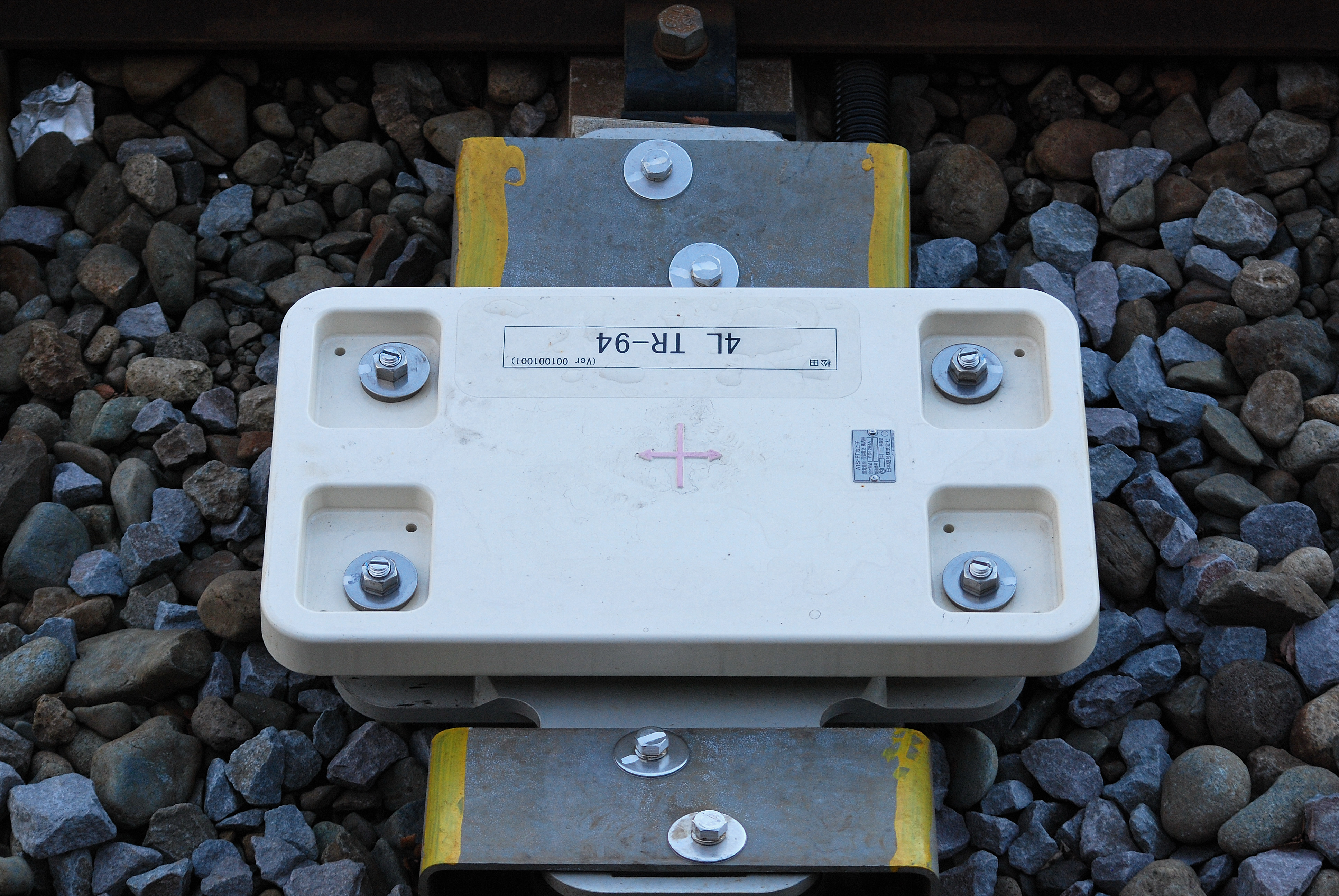
ATS-PT形地上子

替換JR東海及名古屋臨海高速鉄道的ATS-ST，2010年度起引入。2012年2月全部在來線更新完成。
基本的構造與JR他社導入的ATS-P同樣，但車上裝置不會使用常用制動。
開啟駕駛台會先起動ATS-ST，經過ATS-P地上子時會切換成ATS-PT，與他社的ATS-P一樣。
車輛標記為PT。

#### ATS-PF形 (货物列车使用的ATS-P车上装置)
JR货物所属的机车上装置中有一部分装配了ATS-PF型车载装置，简称为PF。ATS-P型的装置不能适应货物列车的速度限制，并且货物列车的车辆通常只能进行单方向的制动操作，其制动能力较强。由于货物列车与客车的减速特性不同，因此无法共用车载装置。因此，开发了专门用于货物列车的ATS-P车载装置。
根据货物列车牵引的货物类型，其最高速度有所限制，因此通过车载装置的"列车设定开关"来设置最高速度。最高限速可以选择45、55、65、75、85、95、100、110 km/h，还可以选择25 km/h作为调车时的最高速度。在超过限速模式时，只能发出紧急制动指令。驾驶台上配备了驾驶台显示器，通过条形图显示当前列车速度和正在发生的限速模式曲线的照査速度，还设置有大型扬声器，用于在电源投入、限速模式曲线产生或解除、接近限速模式曲线或恢复时发出提示音或女声播报。同时，如果机车作为重连运行的辅助机车或后推辅助机车时，还装备了停用ATS功能的功能。此外，JR东日本和JR东海管内使用连续式ATS-P，JR西日本管内采用驻点P方式，考虑到驾驶操作和规格上的一些差异，ATS-PF装置还配备了“东模式”和“西模式”，并具有使用切换地上子（在醒井～米原站的公司界标志处有"ATS西⇔东"的标志）进行自动切换的功能。EF210形（包括セノハチ补机）・EH200形・EF510形・EH500形・EH800形（量产型）、DD200型新制造时就搭载了PF装置。调车机车未搭载PF，且最高速度较低，因此需要由主线用机车牵引，来回穿梭于常驻车站和车辆基地之间。
车辆标记为PF。
JR货物正在开发ATS-PF和Ps综合型车载装置。

#### 据点P方式
在保留ATS-Sx和ATS-Ps地面子的情况下，JR西日本和东日本采用了在绝对信号机附近、部分道口和道岔处设置ATS-P地面据点装置的方法。

##### JR西日本
绝对信号机（场内和出发信号机）、靠近站台的道口（用于防止停车列车超过道口的保护）以及道岔附近都会安装ATS-P地面子，但基本上不会在闭塞信号机处安装。
在采用这种方式的区段中，所有信号机都安装了ATS-SW地上子，因此只搭载ATS-Sx（Ps・D-TAS）的列车也可以进入据点P区段（ATS-SW正常运行）。另外，安装了ATS-P（PT・PF）的列车可以同时启动ATS-Sx和ATS-P进行驾驶（操作被称为"ATS-S"，但通过将ATS-P的P电源投入工作状态以实现同时运行。可以通过驾驶台的显示器确认ATS-P是否正常工作。）。
在采用这种方式的区段中，未安装ATS-P地面子的闭塞信号机将与ATS-SW具有相同的功能，但在车辆密集的车站周围，由于ATS-P本身的位置基准速度照査方式（模式曲线方式），可以缩短列车间隔，从而以比全线P更低的成本增加整个线路的线路容量。
对于闭塞信号机区段内的曲线，ATS-SW的车载实时速度照査功能可以实现，但在闭塞区段较短的线路上也会安装ATS-P速度照査地上子。
需要注意的是，ATS-P2 (P3)是JR西日本设计的车载装置型号，不表示据点P。

###### 設置区間
- 東海道本線・山陽本線・北陸本線（琵琶湖線・JR京都線・JR神戶線）：長濱站 - 上郡站間 ※近江鹽津站内调车线也设置了
- 東海道本線・大阪環狀線（梅田貨物線）：大阪站 - 野田車站 (JR西日本)間
- 片町線（学研都市線）：木津站 - 京橋站間
- 福知山線（JR宝塚線）：寶塚站- 篠山口站間[注 20]
- 關西本線（大和路線）：王寺站 - 加茂站間
- 阪和線：日根野站 - 和歌山站間
- 奈良線：全線
- 山陰本線（嵯峨野線）：京都站 - 園部站間
- 湖西線：全線

##### JR東日本
2015年起，JR东日本开始在上越線水上站以北的部分车站内和第1闭塞前仅设置据点P运用。与JR西日本不同，JR东日本采用了P/S自动切换而非P/S并用的方式进行应对。根据JR东日本的计划，他们打算在未来的日本海纵贯线从新潟站到青森站的未设置Ps的区间设置据点P装置。

###### 設置区間
- 上越線 : 越後中里站・越後湯澤站・石打站・六日町站・浦佐站
- 信越本線、白新線、越後線 ： 新潟站
- 羽越本線：間島站、越後早川站、鼠關站 - 溫海溫泉站

##### 名古屋鉄道
常滑線和空港线的ATS-P系统是专门为名鐵特急2000系列车设计的，仅在部分曲线（限速较高）和中部国际机场站采用了据点P方式进行设置（普通列车和普通区间使用M式ATS）。

### ATS-Ps形（變周地上子組合剎車曲線型）

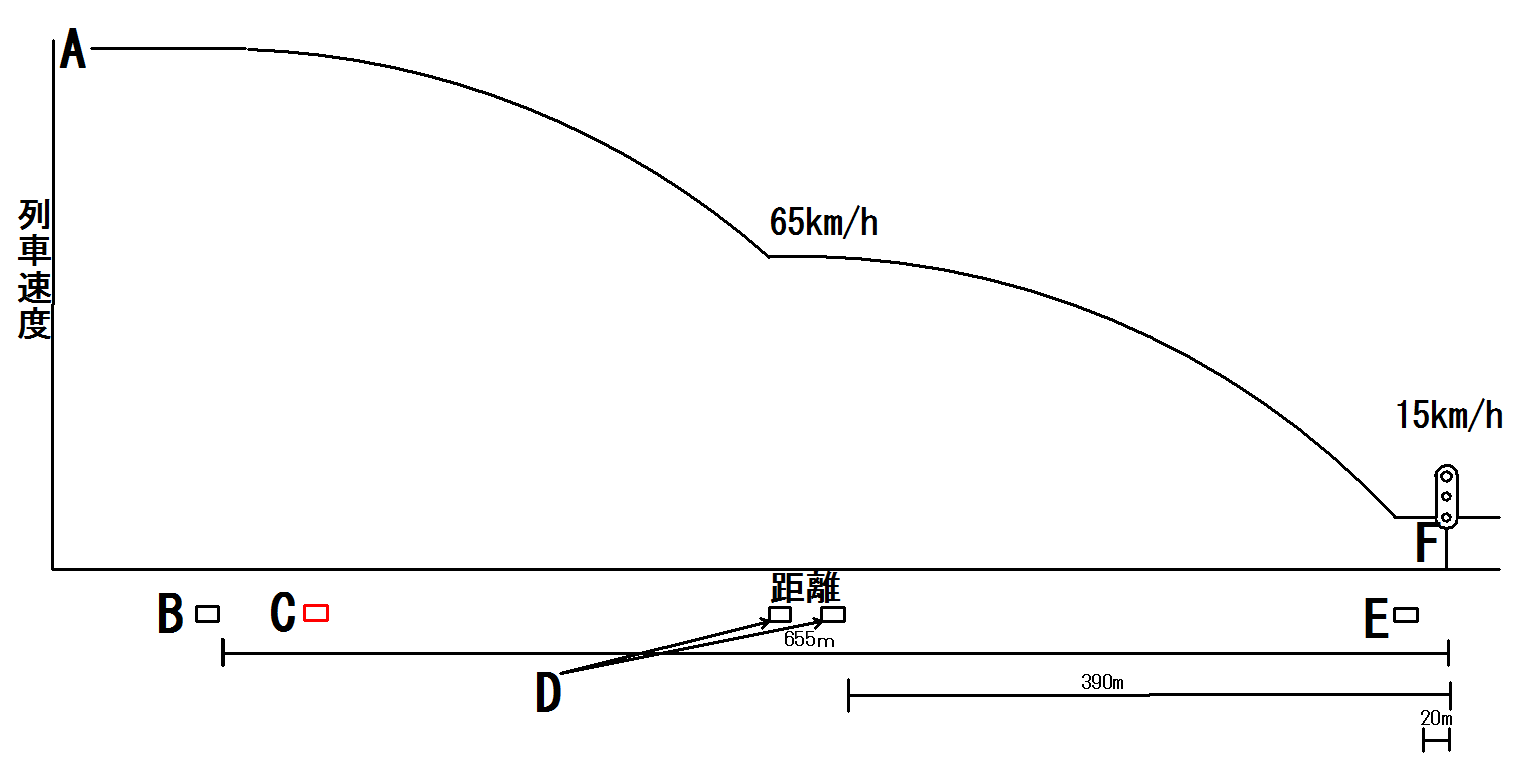
ATS-Ps的照査剎車曲線圖。A是照査曲線，B是第1曲線發生地上子，C是ATS-S形的地上子，、D是第2曲線發生地上子，F時信号機，E是直下地上子

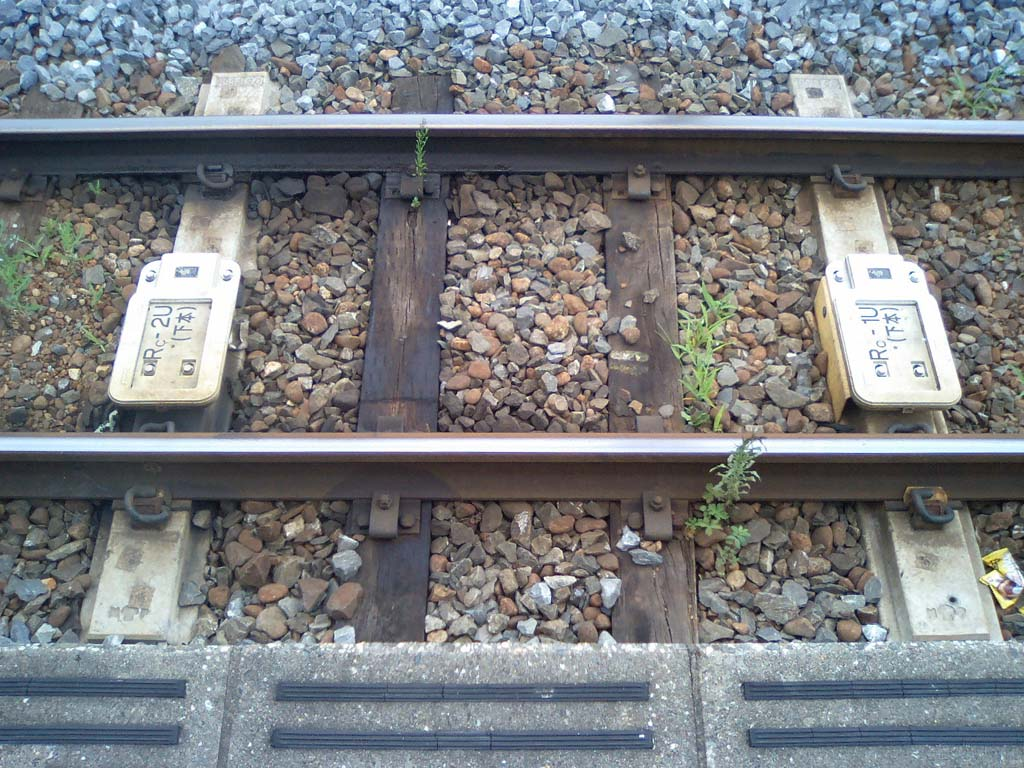
ATS-Ps地上子。根据功能，多个单元作为一组安装。

Ps形是SN形・Sx形（ST・SW・SF形等）在增加了新的地上子的变频率并将其位置规则存储在车上，增加了可生成速度照查模式曲线的功能，使其具有接近P形的功能的保安装置。Ps型是Sx型的上位互换，可相互兼容。根据结构和功能，可以理解为它是增加了车上演算速度检查功能（模式曲线检查）的Sx型。
因此，除了停止信号，还可以执行基于模式曲线的速度照查，如曲线、道岔和坡度的限速。但是，如果列车速度超过模式曲线速度（=“ブレーキ動作”），将启动紧急制动停止列车。停车后需要手动释放制动。此外，Sx型的速度照查功能也可以直接使用。共有3个地上子。如果信号机现示红灯，则在距离信号机前655米的第1模式地上子处生成的速度检查模式曲线（机车为55 km/h），然后在前390米处的2个地上子处使用一对地上子产生65 km/h的速度检查模式曲线。在较短的闭塞区域中，如果Ps型地上子在场内信号机的外部设置，且在场内信号机与出发信号机之间的距离较短，则在前3个地上子的前2米处设置称为标记地上子的识别用地上子，当出发信号机显示停止信号时，这些地上子将在车辆上方产生与前者相同的模式曲线，称为“Pb模式”。这两种方式都可以在接近信号机的速度小于15 km/h时，由位于信号机前20米的直下地上子自动执行紧急制动。此外，如果车上已经产生了速度检查模式，并且信号机现示绿灯，则3个地上子的变频率将变为103千赫，当车上接收到这个变频率时，速度检查模式曲线将被删除。
限速的速度照查则有曲线、道岔、坡度和临时限速四种速度照查模式。在曲线、坡度和临时速度限制的情况下，在速度限制段的起点前555米处设置2个标记地上子，根据速度限制调整地上子之间的距离；然后在速度限制段的终点处以2米的间隔再次设置标记地上子。在车辆上，将生成速度检查模式曲线，通过速度限制区间的终点，模式曲线即删除。道岔限速则从道岔限制区间的起点开始，在前555米处根据限制速度改变地上子之间的距离来设置2个标记地上子，经过最大长度为50米的道岔速度限制区间后，自动删除模式曲线。
由于Ps形具有与SN形・Sx形的互换性，并且无需像P形那样特殊的电源设备和车载装置，因此已成为一种可以廉价且容易引入的新型ATS。
車輛標記為Ps。

#### 设置区间
仙台地区已开始安装，新泻地区的安装也在进行中。运用范围如下：
- 仙山線（仙台駅 - 愛子駅間[7]）
- 東北本線（白石駅 - 小牛田駅間[7]）
- 信越本線（宮内駅 - 新潟駅間[7]）
- 越後線（内野駅 - 新潟駅間[7]）
- 白新線（全線[7]）
- 羽越本線（新発田駅 - 村上駅、あつみ温泉駅 - 酒田駅[7]）
- 仙台空港鉄道仙台空港線（全線[8]）
- 会津鉄道会津線（西若松駅 - 会津田島駅間[9]）
- 阿武隈急行線（全線[10]）
- しなの鉄道線[9]
- しなの鉄道北しなの線[9]
- 大糸線
- 飯山線

### ATS-Dx (DN・DK・DF) 形

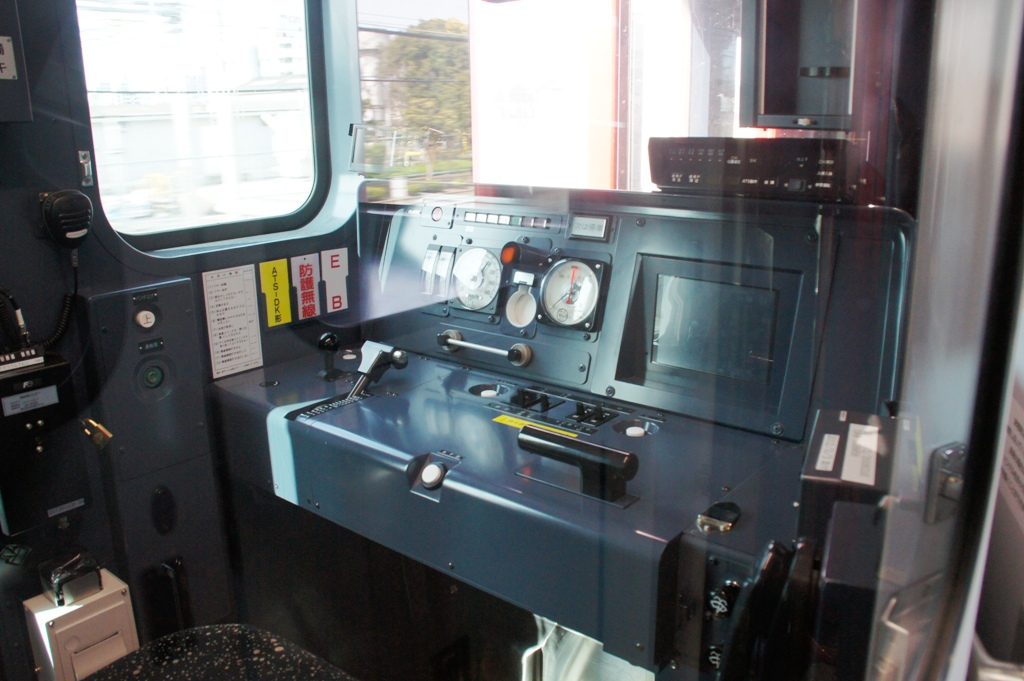
817系3000番台的駕駛台
在時刻表下的黑色機器為ATS-DK表示機

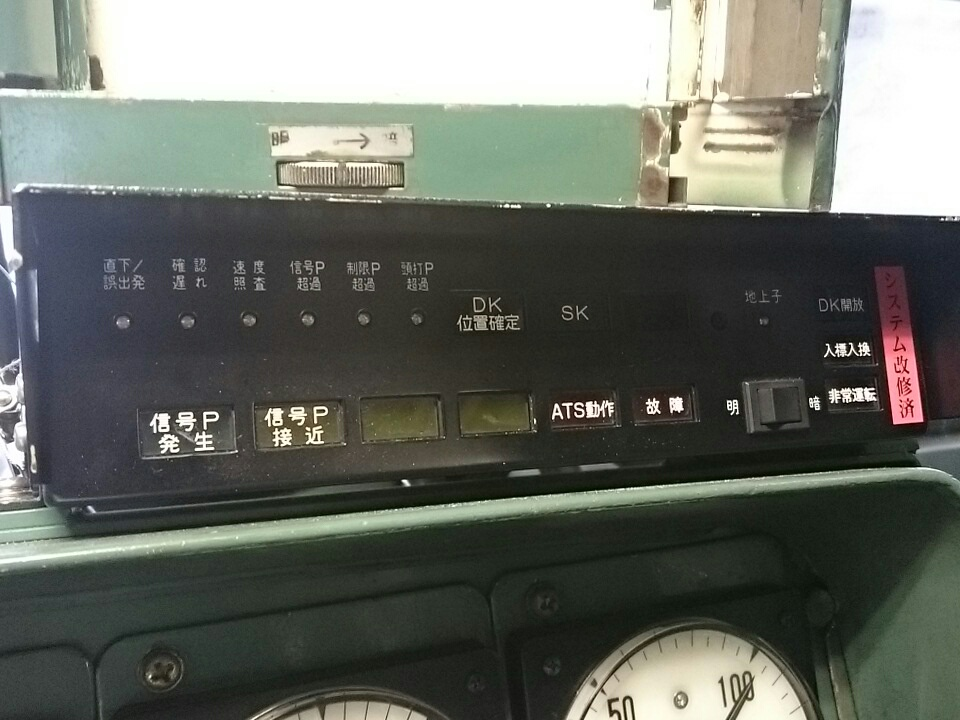
415系電車（JR九州）駕駛台的ATS-DK機器。

#### 系統概要
ATS-Dx是由铁道总研开发的一种新型车载速度检查式ATS-X，它在确保与ATS-Sx的功能互换性的同时，在车辆上生成速度检查模式。为了实现与线路条件相适应的速度限制功能，并实现低成本化和省略地面设备，ATS-Dx引入了车载数据库（车载DB）。它是在具备ATS-Sx的兼容性和车载速度检查功能的基础上，利用车载数据库进行生成线路条件相关的速度检查模式和速度限制功能。
ATS-Dx系统使用ATS-Sx车载子装置，地面装置除了使用与传统ATS-Sx相同的变频频率外，还使用能够同时发送数字信号的D型地上子。作为种类，有以下四种地上子：有电源地上子，用于将距离以及信号灯之间的距离等信息以数字信号发送；无电源电缆地面子，用于发送固定的数字信号；根据信号机显示发送相应的的速度检查模式曲线删除的地上子；用于安装辅助功能和附加功能所需的控制地上子。
从以上规格来看，ATS-Dx系统在地面和车载系统中继承了ATS-Sx的操作，并添加了更新的设备和功能。它不是完全替代ATS-Sx系统或在运行中切换系统的独立系统，这一点与ATS-P不同。此外，如果与ATS-Dx地面子的通信未能正常完成，或者ATS-Dx系统的车载设备发生故障，系统将自动切换到由ATS-Sx控制。也就是说，本系统实际上作为备份系统运行（详见下文）。
为了在ATS-Dx中保持线形等信息正确，车载设备需要始终保持列车的绝对位置正确。这与其他模式检查式ATS（如ATS-P）类似，通过速度发电机进行距离累积测量，并使用安装的绝对位置确认地上子进行列车位置校正（详见下文）。

#### 车载DB的机制和操作
车载数据库（车上DB）由两个数据库组成，用于简化维护，包括车辆性能数据库和线路数据库。车辆性能数据库根据车辆的型号、最高速度、减速性能和车辆类型（如摆式车辆、主车、机车等）提供速度校正信息，包括曲线等。此外，它还包括测量车辆当前位置所需的速度发电机参数以及车辆侧车载子的安装位置。线路数据库作为"绝对位置数据"，范围横跨相应线路段的整个区域，包含各线路段的里程信息、精确的区段长度、线路段ID以及版本信息作为数据更新信息。对于每个线路段，具体的线路数据按站（信号所）进行整理和保存，其中包括线路段的绝对位置信息、上下行区分、信号机位置、地面子位置、速度限制信息（线路段最高速度、坡度、曲线、道岔）等。此外，还保存了每个车站内各股道和停车目标位置的信息。
车上DB通过数据输入构建完成后，会使用模拟装置进行模式曲线生成的验证试验。通过试验的数据库才能被注册到管理装置中。在运营时，从管理装置将数据复制到存储卡中，驾驶员将该存储卡插入到ATS-Dx的车载装置中，以进行车上DB的设置。
在实际行驶中，由速度发电机一直计算列车的绝对位置；但随着行驶的进行，实际位置会产生累积的误差。因此，每次经过地上子时，根据车上DB中相应的位置矫正地面子的绝对位置信息进行位置校正。此外，如果适用路线上的地面设备发生变化，则需要更新适用的车上DB以及路线DB的版本信息，这些信息也被保存在管理装置中。部分地面子会发送适用的DB版本信息，如果车上DB中DB版本信息与之不符（数据过时），将触发紧急制动措施。

## 台灣鐵路管理局的ATW/ATS
台灣鐵路管理局（下簡稱台鐵）過去裝設的ATW/ATS（Automatic Train Warning & Automatic TrainStop）是由瑞典Ericsson公司（即後來的Bombardier Transportation）所開發，台灣鐵路管理局於1978年開始分階段及區段於所屬線路裝設ATW/ATS系統，並於2007年ATP系統完成安裝後停用拆除。
台鐵ATW/ATS系統屬於「定點式」列車防護系統，系統僅於列車行駛至特定地點時（行車資訊點）接收地面感應器（Beacons）的行車資訊，並僅於行車資訊點上檢核列車是否超速或冒進險阻號誌，並無法如同ATP一般根據列車性能及行駛距離持續監控列車車速至下一個資訊點更新資訊。。

### JZA 750型ATW/ATS設備
台鐵的JZA 750型ATW/ATS包含地面設備與車上裝置。

#### 地面設備
地面設備包含地上感應器（Beacons，每組包含A、B兩個感應器）、DC/DC換流器、複示繼電器等設施。
- 感應器（Beacons）

每個列車資訊點包含一組感應器（Beacons）設置於軌道中央，由A、B兩個感應器組成，分別傳送固定資訊（A感應器）及變動的號誌訊息（B感應器）。列車車上裝置可以透過感應A、B兩個感應器的先後，判斷列車行車方向，並僅於感應順序為A→B時，B感測器的訊息才會被車上的邏輯單元裝置所接受。其中，B感應器負責傳送「號誌資訊」，因此必須透過電纜與號誌相連結更新號誌資訊。A感測器的功用則在於與B感測器配套，便於判定列車行車方向，僅傳輸固定資訊，故不需外部連接。至於感測器運作所需的電力，則是透過車上設備的感測器天線傳向地上感應器供應。
此種透過車上裝備傳送感應器所需能源，以及在行車資訊點上裝設「固定資訊」與「變動資訊」感應器判定列車行車方向的模式，亦為台鐵後來引進的ATP系統（基於ETCS L1標準設置）使用的歐洲感應器（Euro Balise）所援用（但Euro Balise也可以只在每個行車資訊點上裝設1個感應器，透過每個行車資訊點感應器的序號連貫，判定行車方向）。
感應器傳輸的訊息為8位元的電碼，包含4個訊息位元及4個偵錯位元。訊息與訊息之間再以8位元的同步碼區隔，以便區隔訊息開始與結束。訊息結構為「訊息-同步1-訊息-同步2 ...」。A感應器僅傳送4.5 MHz的固定資訊（訊號內容為 1111 1111），而B感應器傳輸的訊號包含「停車」、「警告」、「通過」等資訊。
- DC/DC換流器

DC/DC換流器是作為號誌設備與感應器的隔離介面，其作用為電壓匹配及電源隔離（防止接地）。
- 複示繼電器

如果地面感應器控制電纜長度超過75公尺時，必須加裝複示繼電器中繼，以防控制訊號受到交流電氣化的產生的諧波干擾。

#### 車上裝置
車上裝置包含天線、傳送單元、邏輯單元、記錄單元、轉速計、緊急煞車閥及控制盤等設備。
- 車地訊號傳輸部分

當列車通過感應器時，傳送單元經由天線向地面感應器（Beacons）傳送「能源」及「同步脈衝」，啟動該組感應器。感應器再向列車回應1組「串列訊息」。列車與地面間透過電磁感應的方式進行信號傳遞。
- 列車速度監控部分

轉速計提供列車的「實際速度」。而邏輯單元分析傳輸單元接收的資訊進行分析、校對後，藉以根據實際情況控制「緊急煞車閥」、「記錄單元」及「控制盤」上的警鈴、表示燈等設備。
- ATS控制盤

ATS控制盤上設置有警示燈號（包含「95黃燈」、「55黃燈」、「紅燈」及「綠燈」）、列車別開關、指揮按鈕、釋放（解除）按鈕、蜂鳴器及確認按鈕。

### 運作方式

#### 列車種別選定
ATW/ATS的車上設備可以選擇列車種別。司機員在啟動ATW/ATS系統時，可以透過「列車別開關」選擇「Off（關閉）」、「Freight（貨車）」或「Express（客車）」。

#### 感應器裝設位置
ATW感應器裝設位置：於「顯示60km/h以下號誌機」之情形，為常用煞車距離，即距離險阻號誌約為1500公尺。於「顯示中速（Y/Y）號誌機」之情形，距離險阻號誌約為800公尺（或1000公尺）。
ATS感應器裝置位置：於「進站號誌」或「防護號誌」之情形，則為號誌機前300公尺（或150公尺）處，預留列車冒進險阻號誌時啟動緊急煞車後列車滑走距離，降低列車冒進造成衝突的風險。至於在「出站號誌」或「閉塞號誌」之情形，則距離號誌機15公尺處，蓋此時追撞風險較低。
依實際裝設現場情況，ATW與ATS可以共用感應器。例如「主線出站號誌」（ATW供不停站通過列車使用）及「中途閉塞號誌機」為ATW/ATS併設。
因此在前方有險阻號誌時，列車會在距離約1500公尺處（如為中速號誌機則為800或1000公尺處）收到ATW訊號，對司機員進行警告並依選擇的車種類別進行車速監控。如列車未於險阻號誌前300或150公尺（出站或閉塞號誌則為15公尺）停下列車，則列車將會收到ATS訊號並啟動緊急煞車。

#### 地面感應器向列車傳輸訊號
地面設備中的感應器（Beacons）透過控制電纜與相對應的號誌連接，藉以控制感應器傳輸的電文內容為「停車」、「警告」或「通過」等資訊。於列車行經行車資訊點時，會透過車上設備中的天線與傳輸設備向感應器發送「能源」及「同步脈衝」，對於感應器供電並啟動感應器。感應器再將其所對應的號誌的訊號以電文向車上裝設備發送。車上設備可以透過感測A、B感應器的先後順序，判斷經過的感應器是否與其列車行駛方向相符，僅於感測順序為A、B時，車上邏輯設備才會分析B感測器傳輸的電文，並依照情況作出反應。

#### 自動警報（ATW）功能
列車在收到ATW資訊時，表示盤會亮起紅燈並響起蜂鳴器警告司機員，司機員必須在4秒內按下「確認按鈕」，否則將啟動緊急煞車。司機員必須在規定時間內減速至規定速限（客運列車應在20秒內減速至95km/h，貨運列車應在35秒內減速至55km/h）。在查核車速前10秒，會以紅色閃光通知司機員注意。

#### 自動停車（ATS）功能
列車在收到「停車」電文，車上設備隨即會啟動自動煞車，於車速低於15km/h以下時，司機員可以按下「解除按鈕」解除自動煞車繼續前進。
如果因為運轉需求必須通過險阻號誌，司機員可以在通過險阻號誌以前將車速降至15km/h以下，並按下「指揮按鈕」後，在20秒內以15km/h的速度通過感應器。於按下「指揮按鈕」時蜂鳴器會發出警報，同時計數器會記錄一次。指揮按鈕在按下20秒後會復原，因此如果超過20秒才通過感應器（此時感應器仍傳輸「停車」電文），則會啟動緊急煞車。

## 使用狀況
- 1878年法国成功研製第一套列车自动停车装置。
- 1880年俄国铁路开始安装机械式列车自动停车装置。
- 英国和美国于1920年代，德国于1930年代，日本于1940年代，中国大陆于1950年代相继大量安装列车自动停车装置。
- 1980年代，自动停车装置在很多国家已成为铁路行车系统中必不可少的保证行车安全的技术设备之一。
- 台鐵（與AWS同型，目前已經停用。）

## 外部連結
- 香港急行 （页面存档备份，存于）
- 铁路科普—列车自动停车装置 （页面存档备份，存于）